# Burgerlijk huwelijk
Het burgerlijk huwelijk is het huwelijk zoals dat in de burgerlijke wet is geregeld. Het is daarmee onderscheiden van het kerkelijk huwelijk. In veel landen, waaronder Nederland, is alleen het burgerlijk huwelijk rechtsgeldig, en kan een kerkelijke inzegening pas plaatsvinden na het burgerlijk huwelijk. In andere landen heeft het kerkelijk huwelijk ook civiel effect, dat wil zeggen dat een volgens de regels en gewoonten van een kerkgenootschap gesloten huwelijk ook door de burgerlijke overheid wordt erkend. Naast het burgerlijk huwelijk bestaat in veel landen een vorm van geregistreerd partnerschap, waarmee men ook een verbintenis aangaat, maar dat op bepaalde punten afwijkt van het huwelijk (in Nederland kan bijvoorbeeld een geregistreerd partnerschap eenvoudiger worden ontbonden dan een huwelijk).
Het burgerlijk huwelijk is een verbond tussen twee personen. Om dat voor de toekomst vast te leggen, maakt een ambtenaar van de burgerlijke stand een huwelijksakte op. Deze akte wordt ondertekend door de (toekomstige) echtelieden, door twee tot vier getuigen en door de trouwambtenaar. Als aandenken kan een trouwboekje worden uitgereikt.
Wanneer wordt getrouwd in gemeenschap van goederen, betekent dit dat alle goederen gezamenlijk bezit zijn van de echtelieden, ongeacht hoeveel ieder van hen oorspronkelijk heeft ingebracht. Dit geldt ook voor schulden. Bij een eventuele ontbinding van het huwelijk zullen de bezittingen en schulden dan gelijk verdeeld worden, inclusief bijvoorbeeld opgebouwde pensioenen. Daarom trouwen mensen ook wel onder een nadere specificatie van deze verdeling. In Nederland noemt men dit huwelijkse voorwaarden, waarbij men dan in een akte vastlegt hoe bezittingen, schulden en inkomsten worden verdeeld, bijvoorbeeld als een van de twee partners een eigen bedrijf heeft (om te vermijden dat een faillissement van het bedrijf ook gevolgen heeft voor het vermogen van de partner) of zich eerder in een maatschap heeft ingekocht (gemeenschap van goederen zou dan namelijk betekenen dat deze persoon zijn/haar huwelijkspartner voor diens deel zou moeten uitkopen bij een eventuele scheiding).
In Nederland is het burgerlijk huwelijk geregeld in Boek 1 van het Burgerlijk Wetboek.

## Geschiedenis
In de katholieke Middeleeuwen werd een huwelijk doorgaans voltrokken door wederzijdse instemming van de man en vrouw, vaak zonder priesterlijke zegen. Het Concilie van Trente in 1563 bepaalde dat een huwelijk moest plaatsvinden tijdens een openbare plechtigheid in een kerk, voor een priester en getuigen, met voorafgaande afkondigingen en registratie in een huwelijksregister.
Nadat in 1572 de katholieke kerken door de calvinisten waren overgenomen, weigerde een groot deel te trouwen voor een dominee. Het stadsbestuur van Delft besloot daarom in 1575 dat alle trouwlustigen zich op zaterdagmiddag in het stadhuis konden melden voor ondertrouw. Na drie afkondigingen zonder bezwaar kon het huwelijk in de kerk óf op het stadhuis worden gesloten. In 1580 werd deze regeling overgenomen in heel Holland, waarmee Delft de bakermat van het burgerlijk huwelijk werd.

## Ontbinding
Het burgerlijk huwelijk eindigt in Nederland (art. 149 Boek 1 BW): 
- door overlijden van een van de echtgenoten,
- indien een echtgenoot al jarenlang vermist is, door een verklaring van de rechter dat een echtgenoot vermoed wordt te zijn overleden
- door een uitspraak van de rechter waarin de echtscheiding wordt uitgesproken
- door ontbinding van het huwelijk na scheiding van tafel en bed

In andere landen gelden meestal gelijkaardige bepalingen.
In landen waar het kerkelijk huwelijk civiel effect heeft, kan het zijn dat ook het burgerlijk huwelijk (deels) onder de bepalingen van het kerkelijk recht valt. Dit kan echtscheiding soms moeilijk tot onmogelijk maken.

## Alimentatie
Een andere verplichting die men in veel landen aangaat bij het huwelijk, is de plicht na echtscheiding in het levensonderhoud van de ex-partner te blijven voorzien in bepaalde gevallen (alimentatie). Wanneer een van de ex-partners zelf niet voldoende verdient om in het eigen levensonderhoud te voorzien en de andere ex-partner voldoende verdient, kan de rechter bepalen dat de meestverdienende partner een maandelijks bedrag moet betalen aan de ander, zolang dit noodzakelijk is, en in Nederland voor een periode van ten hoogste twaalf jaar. Ook voor minderjarige kinderen kan alimentatie verschuldigd zijn wanneer deze bij de andere ex-partner blijven. Daarbij wordt in Nederland wel gekeken naar de draagkracht van de partij die moet betalen, maar 'voldoende draagkrachtig' bevindt zich ergens rond bijstandsniveau - alles daarboven kan in principe aangesproken worden voor alimentatie.

## Nederland
Voor april 2001 moesten in Nederland de huwelijkspartners van verschillend geslacht zijn, maar sinds die tijd is het in Nederland mogelijk dat partners van gelijk geslacht met elkaar trouwen, zie ook homohuwelijk. De flitsscheiding was enige jaren een snellere manier om het huwelijk te ontbinden: door het huwelijk eerst administratief om te zetten in een geregistreerd partnerschap en dat laatste vervolgens bij de notaris te laten ontbinden, was een uitspraak van de rechter niet meer nodig. Er zaten wel enige juridische haken en ogen aan deze praktijk, en het omzetten van een huwelijk in een geregistreerd partnerschap is inmiddels niet meer mogelijk.